# Johannes Heggland
Johannes Heggland, né le 29 juin 1919 à Tysnes (Hordaland) et mort le 24 janvier 2008 dans la même ville, est un écrivain, dramaturge et homme politique norvégien.

## Biographie
Il publie son premier roman, Folk under fjell, en 1941, et fait paraître plus de 60 livres par la suite, essentiellement des romans et des pièces de théâtre. De style réaliste, ancrés dans la société rurale, souvent inspirés par l'histoire et en particulier par le Moyen Âge, ses ouvrages mettent en scène une Norvège traditionnelle. Ils lui ont valu de nombreux honneurs, dont le Gyldendals legat (1961), le Nynorsk litteraturpris (1988) et le prix Dobloug (1990).
Il a été président de l'Association des écrivains de Norvège (1982-1985), membre du Conseil de la langue norvégienne et membre du jury du prix littéraire du Conseil nordique (1983-1986).

### Politique
Il est maire de Tysnes à deux reprises, de 1956 à 1959, puis de 1968 à 1971.